# Line Luplau
Line Luplau (1823−1891) dán feminista és nőjogi aktivista (szüfrazsett). Ő volt a Danske Kvindeforeningers Valgretsforbund vagy DKV (Dán Női Választójogi Egyesület) társalapítója és első elnöke 1889−1891 között.

## Élete
Line Luplau 1823. április 22-én született Mernben, Hans Christian Monrad (1780−1825) plébános és Ferdinandine Henriette Gieertsen (1783−1871) lányaként. 1847-ben ment férjhez Daniel Carl Erhard Luplau (1818−1909) plébánoshoz.
Luplaut frusztrálta, hogy a nőket nemük miatt nem ismerték el teljes jogú állampolgárként. A nőjogi mozgalmakkal kapcsolatos érdeklődés Mathilde Fibiger Clara Raphael című vitatott regényét (1851) követő nyilvános vitából fejlődött ki. Házastársa lelkészként szolgált egy schleswig-holsteini plébánián, és a család kénytelen volt Vardéba költözni, amikor Dánia e része a háború után, 1864-ben elveszett. Vardéban Luplau jótékonysági szervezetet alapított, és ő volt az első nő Dániában, aki beszédet mondott egy nemzeti ünnepségen.
Luplau 1872-ben lett tagja a Dansk Kvindesamfund (DK) nevű nőszervezet helyi szervezetének a házastársával és lányával, Marie Luplauval együtt. 1872-ben érdeklődése a női választójogra és a politikai jogegyenlőségre összpontosult, a DK-n belül az ellenzéki csoporthoz tartozott. 1888-ban a DK képviselőjeként egy 1702 nevet tartalmazó listát adott át Fredrik Bajernek a nők választójogáról szóló parlamenti indítványához. 1885-ben az újonnan alapított Kvindelig Fremskridtsforening (KF) női szervezet támogatói közé tartozott, amely a DK korábbi tagjainak egy frakciója volt. 1886-ban a KF központi bizottságának tagja lett. 1886-ban férje nyugdíjba vonulása után Koppenhágába költözött, és 1888-ban ő képviselte a KF-et az első skandináv női konferencián Koppenhágában, ahol Johanne Meyerrel együtt a nők választójogát, mint a nők jogain belül a négy fő kérdés egyikét ismertette. Luplau a dán női választójogi mozgalom egyik vezető alakja, egyúttal Matilde Bajer, Anna Nielsen és Massi Bruhn mellett a KF Hvad vi vil című lapjának vezetőségi tagja lett.

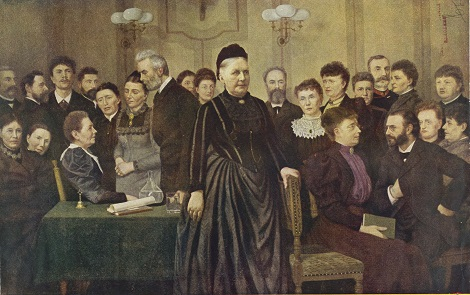
Az előtérben Line Luplau, Marie Luplau (lánya) Női választójogért folytatott küzdelem korai napjaiból (1897) című festményén.

Luplau 1889-ben Louise Norlunddal együtt megalapította a Kvindevalgretsforeningen (KVF) dán választójogi mozgalmat, amelynek 1889 és 1891 között az elnöke volt. Célja az volt, hogy a DK és a KF helyett, amelyek számos különböző női kérdéssel foglalkoztak, egy kizárólag a nők választójogát célzó szervezetet hozzon létre, és mind a férfiak, mind a különböző politikai, különösen a baloldali politikai csoportok támogatását megszerezze. Luplau ellentmondásos, szigorú és energikus, közvetlen  aktivista volt, akinek habitusa erős érzelmeket váltott ki másokban, és nem is volt népszerű más női szerveződések körében, akik úgy vélték, hogy megosztotta a nőmozgalmat. 1891-ben egészségügyi okokból le kellett mondania a KVF elnöki tisztségéről.
Lánya, Marie Luplau 1917-ben a dán parlament számára készített egy csoportképet, amelyen a női választójogi mozgalom neves tagjait ábrázolta, és amelyen Luplau az első sorban kapott helyet.

## Fordítás
Ez a szócikk részben vagy egészben  a   Line Luplau című angol Wikipédia-szócikk ezen változatának fordításán alapul.  Az eredeti cikk szerkesztőit annak laptörténete sorolja fel. Ez a jelzés csupán a megfogalmazás eredetét és a szerzői jogokat jelzi, nem szolgál a cikkben szereplő információk forrásmegjelöléseként.